# 市谷本村町
市谷本村町（日语：／ Ichigaya honmurachō */?）是日本東京都新宿區的町名。住居表示實施地區，不設「丁目」。當地人口2,462人（2013年8月1日）。郵遞區號為162-0845。

## 地理
位於新宿區東部。北鄰新宿區市谷藥王寺町及市谷加賀町，東接同區市谷左內町與市谷八幡町，東南部是舊江戶城外堀，接千代田區五番町，南與新宿區本鹽町、坂町、片町之間以靖國通為界，西與市谷仲之町之間以外苑東通為界。防衛省為首的公家機關占據大部分町域。當地除了防衛省以外，還有西部的防衛省藥王寺門脇、警視廳第五機動隊等。地域西南部有中央大學市谷校區。地域北部是財務省與國立印刷局等相關設施。地域南部的靖國通與外堀通地區，各式大樓與商店林立，並有少數住宅。

## 歷史
江戶時代本地主要為尾張德川家上屋敷。明治時代以後，屋敷所在地陸續改為陸軍士官學校、參謀本部、陸上自衛隊市谷駐屯地等，現在為防衛省本部所在地，稱為「防衛省市谷地區」（2000年自六本木遷移至此，2007年前為防衛廳本部）。市谷地區也有配置陸上自衛隊部隊。本地也是遠東國際軍事法庭、以及三島由紀夫切腹自殺的所在地。
1984年（昭和59年）實施住居表示，但是西南部部分地區仍未實施，當地的中央大學市谷校區就以過去的番地（市谷本村町42番地8）作為地址。

### 地名由來
本地為市谷村最早的開墾地，因此稱為本村。

## 交通
本地沒有鐵路車站，地域東部可利用市谷站，地域西部可利用都營新宿線曙橋站及都營大江戶線牛込柳町站。

## 設施
- 防衛省市谷地區
- 警視廳第五機動隊
- 財務省財務綜合政策研究所
- 國立印刷局市谷中心（紙鈔與郵票博物館等）
- JICA國際協力事業團國際協力綜合研修所
- 日本學生支援機構（舊 日本育英會）
- 中央大學市谷校區（法科大學院等。舊亞洲經濟研究所）
- 高山美容専門學校
- Hotel Grand Hill市谷
- 住友市谷大樓

## 備註
1. ↑  『角川日本地名大辞典 13　東京都』、角川書店、1991年再版、P872
2. ↑  .   [2013-08-09]. （原始内容存档于2014-08-19）.

## 外部連結
- 新宿區役所 （页面存档备份，存于）